# Abdullahi Mustapha
Abdullahi Mustapha (18 gennaio 1996) è un calciatore nigeriano, difensore del Plateau Utd.

## Carriera

### Club
Il 13 febbraio 2018 viene acquistato a titolo definitivo dalla squadra bulgara del Lokomotiv Plovdiv.

### Nazionale
Con l'Under-20 ha preso parte al campionato mondiale di categoria nel 2015.

## Palmarès

### Club

#### Competizioni nazionali
- Coppa di Bulgaria: 2

Lokomotiv Plovdiv: 2018-2019, 2019-2020
- Supercoppa di Bulgaria: 1

Lokomotiv Plovdiv: 2020